# کوه تانزاوا

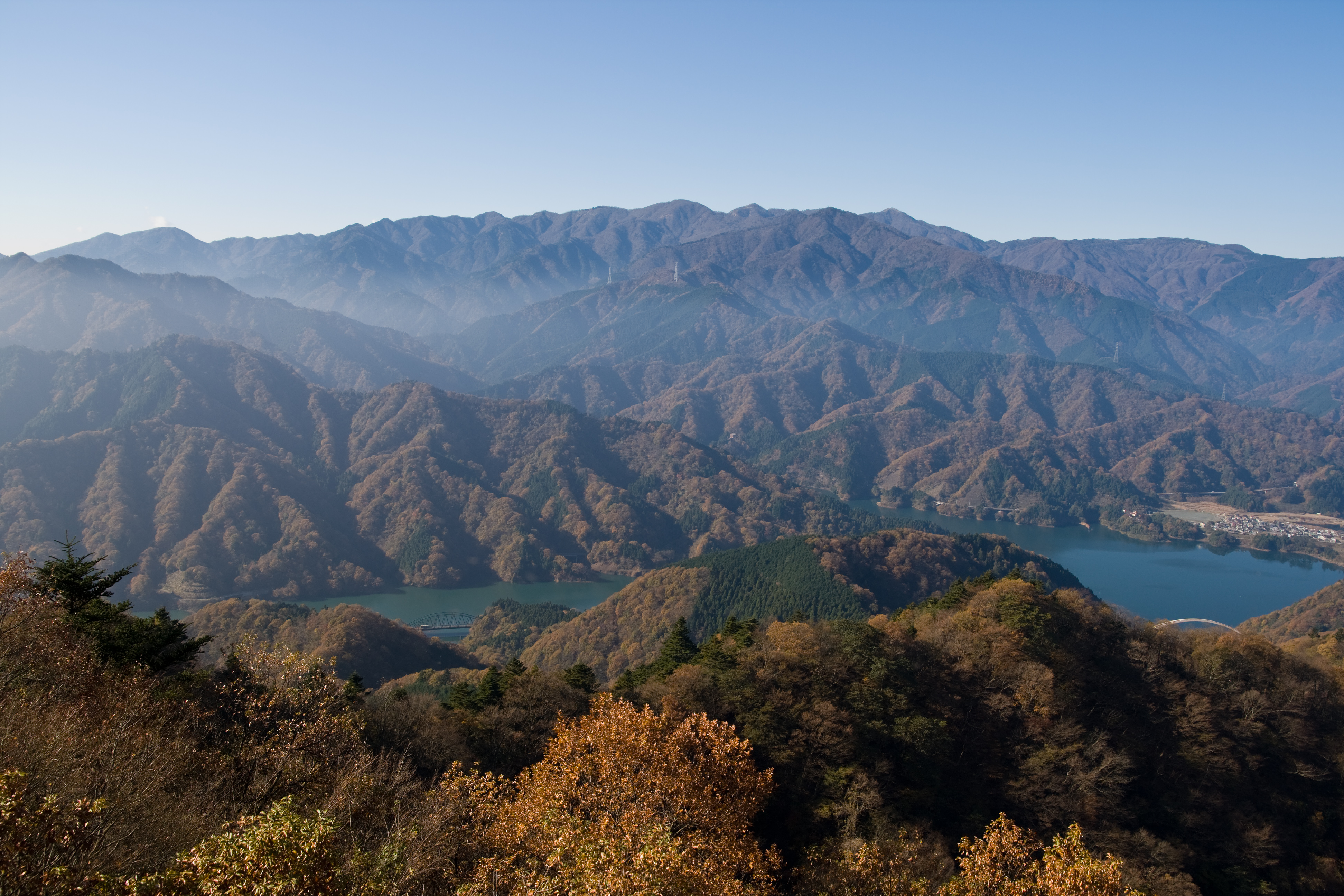
کوه تانزاوا.

کوه تانزاوا (به ژاپنی: 丹沢山 Tanzawa) در استان کاناگاوا (神奈川県) قرار دارد. ارتفاع این کوه ۱۵۶۷ متر است. این کوه جزء سلسله کوه‌های تانزاوا (丹沢主脈) محسوب می‌شود. 

## نگارخانه

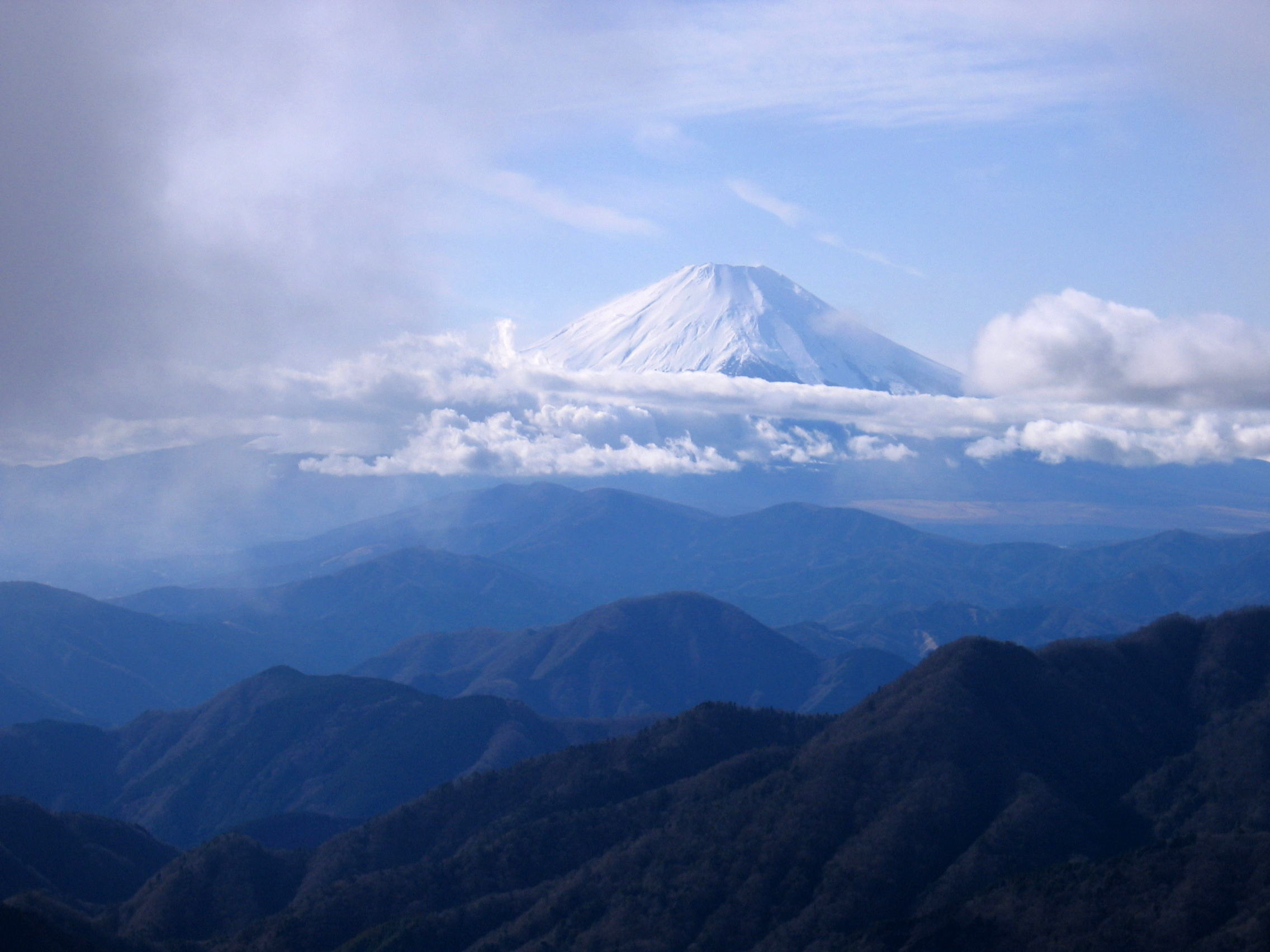
منظرهٔ کوه فوجی از روی قلهٔ تانزاوا (丹沢山). برای بهتر دیدن عکس بر روی آن کلیک کنید.
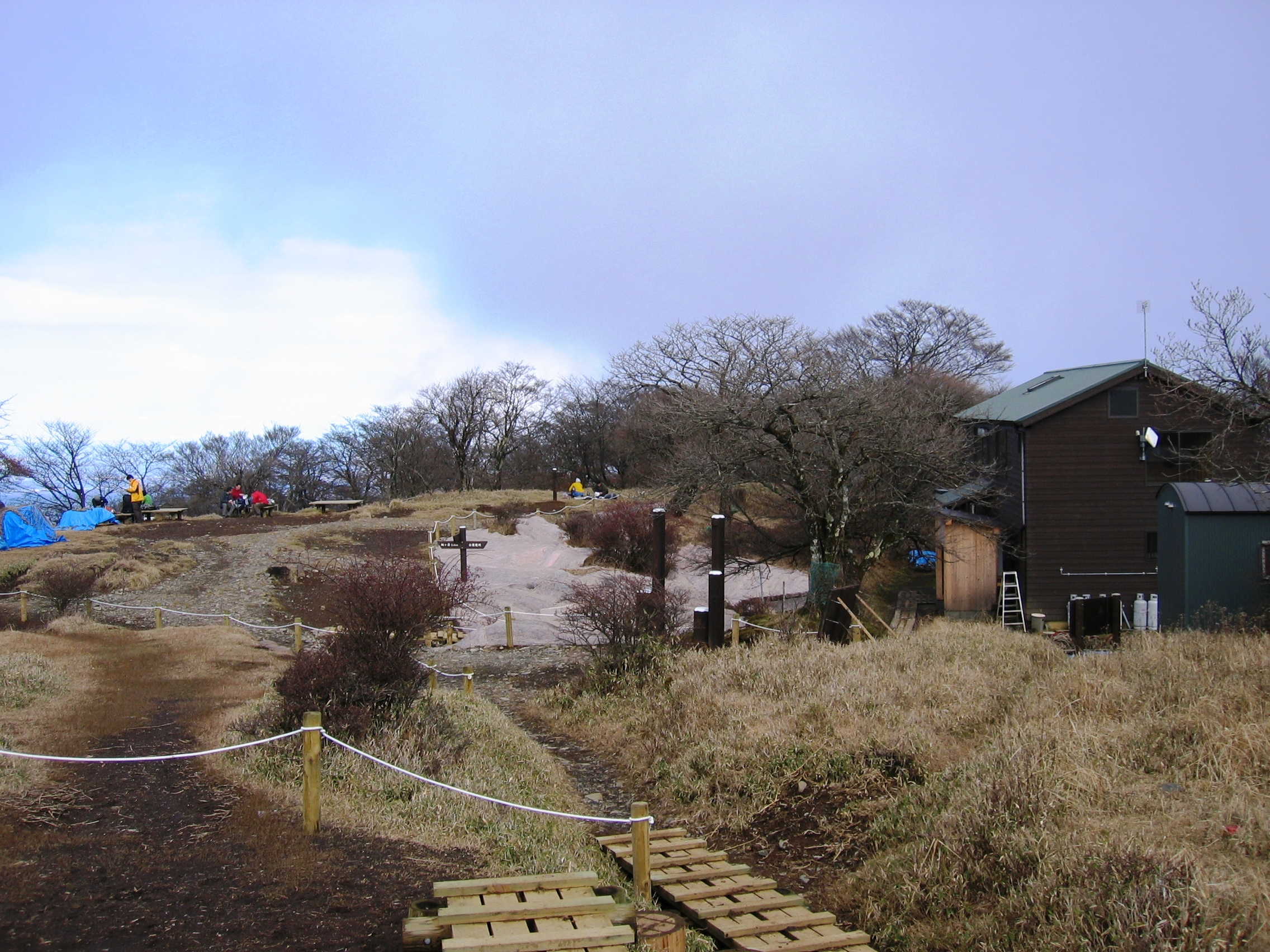
قلهٔ تانزاوا (丹沢山). برای بهتر دیدن عکس بر روی آن کلیک کنید.